# Software in the Public Interest
Software in the Public Interest, Inc.（SPI）は、1997年6月16日、FOSSやオープンソースハードウェアの開発、配布を行う組織を援助する目的で設立された非営利団体。自由ソフトウェア活動を活発に行っている個人、法人、プロジェクトなら誰でも参加できる。本部はニューヨークにある。

## 参加プロジェクト
現在の参加プロジェクト（Associated Projects）は以下の通り。
- ankur.org.in
- aptosid
- Arch Linux
- ArduPilot
- Debian
- Drizzle（英語版）
- Drupal
- freedesktop.org
- FFmpeg
- Gallery（英語版）
- GNUstep
- GNU TeXmacs
- Haskell.org
- LibreOffice
- madwifi.org
- MinGW
- OFTC（英語版）
- OpenVAS
- Open64（英語版）
- OpenZFS
- OSUNIX（英語版）
- Path64
- PostgreSQL
- Privoxy
- systemd
- Tux4Kids
- X.Org
- YafaRay（英語版）

## 理事会
現在の理事会（運営委員会、"Board of Directors"）の構成は以下の通り。彼らはいずれもコンドルセ方式の一種であるシュルツ方式で投票を行い選出されている。
- 会長: ビーデール・ガービー（Bdale Garbee）
- 副会長: Joerg Jaspert
- 書記: Jonathan McDowell
- 会計: Michael Schultheiss
- 委員（ボード・ディレクター）:
  - Clint Adams
  - Robert Brockway
  - Joshua D. Drake
  - Jimmy Kaplowitz
  - Martin Zobel-Helas
- 顧問（アドバイザー）:
  - 法務 -- Gregory Pomerantz
  - Debianプロジェクトリーダー
  - PostgreSQL プロジェクト代表 -- 現在は Robert Treat